# Megaerops niphanae
Megaerops niphanae es una especie de murciélago de la familia Pteropodidae.

## Distribución geográfica
Se encuentra en India, Tailandia y Vietnam.